# Mathieu Simonet
Pour les articles homonymes, voir Mathieu Simonet (homonymie) et Simonet.
Mathieu Simonet, né le 1er mai 1975 à Neuilly-sur-Seine dans les Hauts-de-Seine, est un acteur et réalisateur français.

## Biographie
Mathieu Simonet est le fils de  Jacques Perrin (1941-2022), dont il a conservé le nom de naissance, et de Chantal Bouillaut. Il a commencé sa carrière en 1997 aux côtés de Bernard Giraudeau, dans la mini-série réalisée par Nina Companeez La Poursuite du vent. Un an plus tard, il rejoint son père en tant que photographe sur le tournage du documentaire Le Peuple migrateur puis d'Océans en 2010. En 2000, Claude Chabrol lui propose son premier rôle au cinéma dans Merci pour le chocolat. Il a également suivi des cours au Conservatoire d'art dramatique de Paris.
En marge de son métier d'acteur, Mathieu Simonet s'engage également dans la réalisation. En 2004, il signe son premier court-métrage Le Carnet rouge adapté d'une courte nouvelle de Paul Auster. Six ans plus tard, il réalise son second film Prunelle et Mélodie, avec Julie Voisin et Maud Forget. Ce moyen-métrage obtient notamment en 2011 le premier prix du festival des Nations, à Ebensee en Autriche.

## Filmographie

### Acteur

#### Cinéma
- 1996 : Le Silence des fusils d'Arthur Lamothe – Justin
- 1997 : Tortilla y cinema de Martin Provost –
- 2000 : Merci pour le chocolat de Claude Chabrol – Axel
- 2002 : La Bande du drugstore de François Armanet – Philippe Challes
- 2003 : Brocéliande de Doug Headline – Erwann
- 2004 : Ocean's Twelve de Steven Soderbergh – L'homme au sac à dos
- 2005 : L'Échange des regards de Stéphane Cazes – Adrien
- 2005 : Riviera d'Anne Villacèque – Fabrizio
- 2006 : Indigènes de Rachid Bouchareb – Caporal Leroux
- 2009 : Vers où s'envolent les papillons... de Julie Voisin – Le jeune homme
- 2010 : Escalade de Charlotte Silvera – Alex
- 2011 : Au fond des bois de Benoît Jacquot – Paul
- 2018 : Abdel et la Comtesse de Isabelle Doval – Gonzague

#### Télévision
- 1998 : La Poursuite du vent (série télévisée) de Nina Companeez – René
- 1999 : Louis Page (série télévisée) de Jean-Louis Lorenzi – Guillaume
- 2000 : Un jeune français (téléfilm) – Philippe
- 2002 : Jean Moulin (téléfilm) d'Yves Boisset – Hervé (Joseph Monjaret)
- 2003 : Hemingway vs. Callaghan (téléfilm) de Michael DeCarlo – André Masson
- 2007 : Le Clan Pasquier (série télévisée) de Jean-Daniel Verhaeghe – Laurent Pasquier
- 2008 : L'Abolition (téléfilm) de Jean-Daniel Verhaeghe – François Binet
- 2009 : L'Affaire Salengro (téléfilm) d'Yves Boisset – Lieutenant Deron
- 2009 : Jusqu'à l'enfer (téléfilm) de Denis Malleval – Docteur Frédéric Combe
- 2010 : George et Fanchette (téléfilm) de Jean-Daniel Verhaeghe – Félicien Ledoux
- 2010 : C'est toi, c'est tout (téléfilm) de Jacques Santamaria – Mathieu
- 2010 : 1788... et demi (série télévisée) d'Olivier Guignard – Linguet
- 2011 : Louis XI, le pouvoir fracassé (téléfilm) de Henri Helman – Philippe D'Anjou
- 2012 : Clemenceau (téléfilm) d'Olivier Guignard – Un journaliste
- 2015 : Le Secret d'Élise (mini-série) d'Alexandre Laurent – Alain Godot
- 2015 : Le Passager (mini-série) de Jérôme Cornuau – Peyrenaud
- 2016 : Le Temps d'Anna (téléfilm) de Greg Zglinski – Jean Schaeffer
- 2018 : Le Chalet (série télévisée) de Camille Bordes-Resnais – Fabio Romani

### Scénariste et réalisateur
- 2004 : Le Carnet rouge (court métrage), d'après d'une nouvelle de Paul Auster
- 2010 : Prunelle et Mélodie (moyen métrage)

### Photographe
- 2001 : Le Peuple migrateur de Jacques Perrin, Jacques Cluzaud et Michel Debats
- 2010 : Océans de Jacques Perrin et Jacques Cluzaud